# مايكروسوفت التعليمية
مايكروسوفت التعليمية (بالإنجليزية: Microsoft Learn)‏ هي مكتبة من الوثائق التقنية والتدريبية و مبادرة استراتيجية من شركة مايكروسوفت للمستخدمين النهائيين، والمطورين،من خلال تقديم مجموعة متنوعة من الموارد التعليمية والدورات التدريبية. قدمت مايكروسوفت التعليمية في سبتمبر 2018. ، نقلت مستندات مايكروسوفت في عام 2022، حلت مكتبة الوثائق التقنية التي كانت قد استبدلت MSDN وTechNet في عام 2016، إلى Microsoft Learn.

## إطلاق منصة مايكروسوفت التعليمية
في 4 مايو 2016، أطلقت مايكروسوفت منصة "مايكروسوفت ليرن"، وهي منصة تعليمية تفاعلية تهدف إلى تقديم محتوى تعليمي شامل ومتنوع. تم تصميم المنصة لتلبية احتياجات المتعلمين من جميع المستويات، بدءًا من المبتدئين وصولاً إلى المحترفين. توفر المنصة مسارات تعليمية ودورات تدريبية تغطي موضوعات مختلفة تشمل البرمجة، وتطوير البرمجيات، وإدارة البيانات، والتعلم الآلي. تتميز المنصة بتركيزها على التعلم العملي، مما يساعد المتعلمين على تطبيق ما يتعلمونه من خلال الأنشطة العملية والاختبارات التفاعلية.

## انتقال محتوى مايكروسوفت إلى منصة مايكروسوفت ليرن
في 21 سبتمبر 2022، قامت مايكروسوفت بنقل محتوى مستنداتها التقنية من "مايكروسوفت دوكس" إلى منصة "مايكروسوفت ليرن". كان "مايكروسوفت دوكس" يشكل المصدر الأساسي للتوثيق والشروحات التقنية، ولكن مع دمجه في "مايكروسوفت ليرن"، أصبح بإمكان المستخدمين الوصول إلى كافة الموارد التعليمية والتوثيق الفني في مكان واحد. يهدف هذا الانتقال إلى تحسين تجربة المستخدم وتبسيط الوصول إلى المعلومات التقنية، مما يساهم في توفير تجربة تعليمية متكاملة وفعالة.

## تقاعد معرض أكواد MSDN
في 7 يونيو 2022، أعلنت مايكروسوفت عن تقاعد "معرض أكواد "MSDN"، الذي كان يشكل مصدرًا مهمًا لمشاركة الأكواد البرمجية والمشاريع التقنية. ومع تقاعد هذا المعرض، تم دمج محتواه ضمن منصة "مايكروسوفت ليرن". يساهم هذا الدمج في توحيد الموارد التعليمية وتجميعها في مكان واحد، مما يعزز تجربة التعلم ويوفر للمطورين الأدوات والموارد اللازمة لتطوير مهاراتهم ومشاريعهم التقنية.

## الهيكل والميزات
نظمت المعلومات الموجودة على الموقع في سبعة مجالات موضوعية:

### الوثائق
في الأصل كان الموقع المنفصل مستندات مايكروسوفت، يحتوي هذا المجال على مكتبة من التعليمات والمواصفات التقنية لمنتجات مايكروسوفت. وهي منظمة في أكثر من 60 مجموعة بناءً على المنتج أو التقنية، مثل نواة دوت نت وإس كيو إل سيرفر وفيجوال ستوديو ومايكروسوفت ويندوز.

### التدريب
يحتوي هذا المجال على وحدات تدريبية ودورات تدريبية عبر الإنترنت منظمة في ثلاثة مجالات: مسارات التدريب، مسارات الوظائف، ومركز الطلاب. تتكون الوحدات والدورات من سلسلة من المقالات التي تشمل تمارين، وهي متاحة بمستويات المبتدئ والمتوسط والمتقدم. تتضمن أمثلة الوحدات والدورات مقدمة إلى Git، واكتب أول كود C#، واستكشاف Azure Pipelines.

### الشهادات
يقدم هذا المجال معلومات وموارد للحصول على شهادات مايكروسوفت ومهارات تطبيقية: طرق لإظهار إثبات موضوعي للمعرفة والمهارة في استخدام منتجات مايكروسوفت للتقدم المهني. تشمل الشهادات المتاحة: معلم مايكروسوفت المعتمد وخبير مايكروسوفت 365 المعتمد لإدارة الأنظمة.

### الأسئلة والأجوبة
يُخصص هذا المنتدى لطرح الأسئلة والإجابة عليها بشأن منتجات وتقنيات مايكروسوفت.

### عينات الكود
كان الموقع المنفصل MSDN Gallery مستودعًا لعينات الأكواد والمشاريع التي أنشأها المجتمع. تُنظم المقالات التي تحتوي على عينات الأكواد حسب المنتج أو لغة البرمجة.

### التقييمات
يقدم هذا المجال تقييمات مجانية عبر الإنترنت للخدمات الذاتية لاستراتيجيات الأعمال وأعباء العمل في إدارة نشرات مايكروسوفت أزور.

### البرامج
يُعدّ هذا مستودعًا للبرامج الفيديوية التي تغطي مواضيع متنوعة تتعلق بمنتجات وتقنيات مايكروسوفت.

## روابط خارجية
- الموقع الرسمي
- مدونة Microsoft Learn